# Vanesa Kaladzinskaya
Vanesa Kaladzinskaya (født 27. december 1992) er en hviderussisk bryder, som konkurrerer i fristil.
Hun repræsenterede sit land ved sommer-OL 2012 i London, hvor hun blev elimineret i kvartfinalen.
Under sommer-OL 2020 i Tokyo, som blev afholdt i 2021, tog hun bronze..